# Phragmatobia magnifica
Phragmatobia magnifica är en fjärilsart som beskrevs av Marten 1956. Phragmatobia magnifica ingår i släktet Phragmatobia och familjen björnspinnare. Inga underarter finns listade i Catalogue of Life.